# Штимовање
Штимовање је усаглашавање тонске висине музичких инструмената према основном или камерном тону. 

## Подела инструмената према штимовању
Штимовање музичких инструмената може бити:
1. Фиксирано - инструмент је извођачу већ наштимован и он не треба да га штимује. То је случај код клавира, металофона, звона.
2. Слободно - извођач мора да штимује инструмент. То је случај код дувачких, гудачких и неких ударачких инструмената.

## Штимовање музичких инструмената
- На дувачким инструментима штимовање се врши извлачењем или увлачењем за то предвиђеног дела инструмента (цев, буренце, језичак).

- На жичаним инструментима штимовање се врши окретањем чивија, тј. затезањем и опуштањем жица.

- Штимање неких ударачких инструмената врши се окретањем металних лептира који затежу и отпуштају кожу и самим тим подижу или спуштају тонску висину инструмента.

- Клавир такође може да се штимује иако је његов штим фиксиран. То се чини обично када му "попусти штим". Клавире штимају мајстори који се зову клавир-штимери. Како су жице на клавиру причвршћене за металне чивије, њиховим затезањем и отпуштањем врши се штимовање клавира.

- Оркестарско штимање је мало другачије. У мањим ансамблима, обично се други инструменти штимају према првим. Ако је то гудачки оркестар, прва виолина одсвира тон а1, према којем остали чланови звучно усклађују истоимени тон на свом инструменту. У симфонијском оркестру обично обоа одсвира тон а1 по којем се читав оркестар штимује.

| Напомена. | У ансамблима где постоји неки инструмент са фиксираним штимом (хармоника, клавир, синтесајзер) сви инструменти се према њима штимују. |

## Према чему штимујемо музичке инструменте
Међународним споразумом који је потписан 1939. године, договорено је да камерни тон, камертон или нормално а, има фреквенцију од а1 = 440 Hz и да служи за што тачније одређивање односа тонова по висини, тј., да буде званична стандардна висина за штимовање музичких инструмената и давање интонације при хорском певању.

### Справе за штимовање инструмената
- Када се звучна виљушка доведе у стање вибрације, емитује основни или камерни тон према коме се штимују музички инструменти.
- Постоје различите врсте штимера у облику трубица (за гитару, виолину...) на којима се тон добија дувањем у отвор који у себи има писак. Свака трубица даје други тон.
- Данас постоје различите врсте дигиталних штимера (за гитару, бас...) који омогућују најтачније штимовање инструмената. Многи дигитални штимери имају уграђен и микрофон и улаз за гитарски кабл и опцију за снижење штима од пола тона, прегледан екран итд.